# Canton de Lens-Nord-Est
Le canton de Lens-Nord-Est est une division administrative française située dans le département du Pas-de-Calais et la région Nord-Pas-de-Calais.

## Géographie
Ce canton est organisé autour de Lens dans l'arrondissement de Lens. Son altitude varie de 21 m (Annay) à 71 m (Lens) pour une altitude moyenne de 33 m.

## Histoire

Le canton de Lens-Nord-Est dans l'arrondissement de Lens

Canton créé par le décret du 10 janvier 1962.

## Administration
| Période | Période      | Identité                   | Étiquette | Qualité |
| ------- | ------------ | -------------------------- | --------- | --- |
| 1962    | 1967         | Lucien Harmant (1895-1976) | SFIO      | Industriel Maire de Loison (1935-1976) Député (1966-1967) |
| 1967    | 1970 (décès) | Jeannette Prin             | PCF       | Employée des postes et télécommunications Députée (1951-1958 et 1962-1970) Conseillère municipale d'Auchy-les-Mines                                                               |
| 1970    | 1972 (décès) | Francis Rainguez           | PCF       | Délégué de surface Maire de Harnes (1965-1972) |
| 1972    | 2004         | Jean-Claude Bois           | PS        | Professeur Député (1981-1986 et 1988-2007) Adjoint au maire de Lens (1966-2002)                                                                                                   |
| 2004    | 2015         | Marie-Paule Ledent         | PS        | Retraitée de la fonction publique Conseillère municipale de Lens Présidente de la Commission chargée des politiques sociales et familiales, de la santé et de l'insertion sociale |

## Composition
Le canton de Lens-Nord-Est groupe 3 communes et compte 24 638 habitants (recensement de 1999 sans doubles comptes).
| Communes         | Population (2012) | Code postal | Code Insee |
| ---------------- | ----------------- | ----------- | ---------- |
| Annay            | 4 718             | 62880       | 62033      |
| Lens             | 36 206 (1)        | 62300       | 62498      |
| Loison-sous-Lens | 5 579             | 62218       | 62523      |

(1) fraction de commune.

## Démographie
| 1962 | 1968 | 1975 | 1982 | 1990   | 1999   | 2006   | 2011   | 2012   |
| ---- | ---- | ---- | ---- | ------ | ------ | ------ | ------ | ------ |
| -    | -    | -    | -    | 24 663 | 24 638 | 24 061 | 22 371 | 21 392 |